# Operación Albania
La operación Albania, también conocida como «matanza de Corpus Christi», fue un operativo represivo en contra de militantes del Frente Patriótico Manuel Rodríguez (FPMR) perpetrada por la dictadura militar de Augusto Pinochet, ocurrida en Santiago los días 15 y 16 de junio de 1987.
En ella, 12 frentistas fueron asesinados a manos de agentes de la Central Nacional de Informaciones (CNI), con el objetivo de «reventar» a la organización, que un año antes había realizado una fallida emboscada en contra de la comitiva del dictador donde murieron cinco escoltas. Estos hechos fueron presentados por las autoridades como un «enfrentamiento».
El general y exdirector de la CNI, Hugo Salas Wenzel, fue condenado a cadena perpetua en 2005 como coautor de cinco homicidios simples y siete homicidios calificados, fallo ratificado por la Corte Suprema en 2007.

## Antecedentes
El germen de la operación Albania se originó por la preocupación de los aparatos de represivos chilenos tras el fallido atentado contra Augusto Pinochet —ocurrido el 7 de septiembre de 1986 en Cajón del Maipo—, y avanzó gracias al trabajo cada vez más consistente de seguimiento que había localizado a buena parte de la plana mayor del FPMR en Santiago, hacia comienzos de 1987. En junio de ese mismo año la Dirección Nacional del FPMR había fijado una importante reunión de sus máximos líderes. Era la oportunidad que esperaba la CNI para atrapar a la mayor cantidad de líderes del Frente de una sola vez.
Gran parte de los datos de la CNI llegaron gracias a la información obtenida tras los fracasos de la internación de armas de Carrizal Bajo y el atentado a Augusto Pinochet, operaciones en las que decenas de frentistas y militantes del Partido Comunista de Chile (PCCh) cayeron detenidos.
Debido a los actos de torturas cometidos, la CNI tuvo claridad respecto de las personas que debían ser detenidas y, eventualmente, abatidas, por lo que, a principios de 1987, inició una exhaustiva ronda de seguimientos y puntos fijos sobre importantes miembros del FPMR.
Uno de los logros más importantes de esta labor fue la identificación de José Joaquín Valenzuela Levi, quien con el nombre de «Ernesto» comandó el fallido atentado a Pinochet. En los ficheros de la CNI, Valenzuela era llamado «Rapa Nui», debido a que fue visto por primera vez saliendo de una vivienda en una calle con ese nombre. Por su parte, Ignacio Recaredo Valenzuela era «Chaqueta de cuero», por la vestimenta que usaba al momento de su primera detección.
Álvaro Corbalán, jefe del estamento operativo de la CNI, obtuvo del entonces director de la institución, el general Hugo Salas Wenzel, la orden para que efectivos de todas las brigadas a su cargo procedieran, apoyados por la Unidad Antiterrorista del Ejército y por funcionarios de Investigaciones. De acuerdo con la confesión posterior de Corbalán, la orden de Salas Wenzel implicaba acabar con la vida de todos los frentistas que fueran detenidos. Es decir, «reventar» definitivamente al FPMR, según la jerga de esos días.
Según consta en el primer documento de los 30 tomos del expediente, el mismo 15 de junio el fiscal militar Luis Acevedo había autorizado todas las detenciones y allanamientos.

## Operación Albania

### La muerte de Ignacio Valenzuela
Ignacio Recaredo Valenzuela Pohorecky era seguido desde marzo de 1987. Era un destacado ingeniero y académico en la vida pública. En la privada era uno de los seis más altos oficiales del Frente en esa época. Reconocido por su arrojo, la CNI sabía que había participado en el asalto a una armería y se había enfrentado a funcionarios de seguridad en varias ocasiones.
El 15 de junio de 1987 la CNI ya esperaba afuera de su casa, en la Remodelación San Borja, desde cerca de las 6 de la mañana. Luego de abandonar su domicilio, Valenzuela fue seguido durante horas, hasta que alrededor del mediodía fue finalmente abatido en la calle Alhué, de la comuna de Las Condes, por disparos de agentes de la CNI efectuados desde un furgón a unos 25 metros de distancia. Recibió tres impactos, uno de ellos en el tórax, que le resultó mortal; otro en el glúteo y el tercero en el pie. Además, un árbol tras el que se refugió registró cuatro impactos y la casa por donde él iba pasando también sufrió balazos. Valenzuela estaba a escasos 30 metros de la casa de su madre, cuando fue interceptado, según el relato judicial de René Valdovinos, uno de los agentes de la CNI que actuó en ese operativo.

"Lo teníamos rodeado y estábamos armados. Honestamente pensé que se iba a rendir frente a esa desventaja en que se encontraba, lo que no hizo y al contrario, tomó la pistola con la intención de repeler la detención y por lo tanto todos disparamos en su contra y varios disparos a la vez, cayendo éste al suelo"
René Valdovinos, Agente de la CNI

La CNI informó en su momento que Valenzuela portaba una pistola y una granada. Pero los testigos afirmaron que no iba armado y que solo atinó a darse vuelta, por lo cual le dispararon en un glúteo y en un pie. Los testigos señalaron que minutos antes de los hechos fueron advertidos de que iban a producirse disparos y que debían alejarse del lugar.
El 9 de noviembre de 2000, el exagente de la CNI Manuel Morales Acevedo agregó un nuevo antecedente que fue crucial para entender lo que realmente ocurrió.

Si bien la misión era detener a este sujeto, él intentó sacar un arma, la tomó y hubo que disparar en su contra y el arma efectivamente la portaba el sujeto, sin perjuicio que para darle mayor efectividad se le cargó, colocándole entre sus ropas una granada.
Manuel Morales, Agente de la CNI[cita requerida]

### La muerte de Patricio Acosta
Ese mismo 15 de junio, seis horas más tarde, otro numeroso grupo de agentes copó el lado poniente de la calle Varas Mena, en San Miguel. Los agentes acechaban a "Jirafales", como le decían por su altura a Patricio Acosta Castro, un importante oficial del FPMR. Según los numerosos testimonios disponibles en el expediente judicial, ese día la mencionada calle estaba siendo vigilada por sujetos que se desplazaban en automóviles, algo que los vecinos habían notado que sucedía desde hacía una semana.
Esa tarde, Acosta salió de su casa cerca de las 18.00. Ya era férreamente seguido. Los vecinos declararon que solían verlo solo, y que lo único que sabían de él era que tenía un hijo y era profesor. De lo que vino después todos los agentes, casi sin excepción, inculpan al agente de la CNI.

Alrededor de las 18:00 a 19:00 salió de esa casa un individuo alto, de bigotes y que por las características físicas correspondía el sujeto a quien se buscaba, por lo que lo seguí hasta Santa Rosa, desde donde éste se devolvió hacia la casa y lo seguí a pie. Se me ordenó detenerlo, pero yo no podía hacer esa detención solo, por la gran contextura física del sujeto. Es del caso que, mientras lo seguía, a cierta distancia observé que en sentido contrario venía el capitán Zúñiga con otros agentes, por lo que pensé que ellos iban a proceder a la detención. Sin embargo, en un momento dado y cuando el sujeto se encontraba más o menos a unos cinco metros de distancia de mí, el capitán Zúñiga le disparó de improviso a unos siete metros de distancia y éste cayo al suelo. Luego sentí dos disparos y me di cuenta que allí se había cometido una embarrada.
Juan Jorquera, Agente de la CNI[cita requerida]

Según testimonios de testigos, la víctima cayó arrodillada. Entonces lo rodearon alrededor de ocho sujetos, entre ellos Zúñiga. Ya reducido, en vez de ser llevado a un centro asistencial, Acosta fue acribillado.[cita requerida] El propio Zúñiga le disparó en la cabeza, mientras otro lo remató con una ráfaga de metralleta. Una vez muerto, un agente de la CNI le puso en sus manos un revólver y un gorro pasamontañas. En esa posición lo filmaron y le sacaron varias fotografías. Esta versión, de que Zúñiga le disparó cuando ya estaba muerto, fue confirmada por al menos tres agentes de la CNI, entre ellos quién era su subalterno, Jorge Vargas Bories.[cita requerida]

### Las muertes de calle Varas Mena
Esa misma noche, agentes de la policía civil llegaron hasta el inmueble de calle Varas Mena 417, uno de los varios que a las 23:00 horas de esa noche la Central Nacional de Informaciones (CNI) decidió allanar. Allí se produjo el primer y único enfrentamiento reconocido por todos.
En el interior de la vivienda, que era utilizada como casa de seguridad y centro de instrucción, había cerca de una docena de combatientes del FPMR. Quien hacía las veces de dueña de casa era Cecilia Valdés, que estaba acompañada de su hijo, de dos años. La supuesta pareja de Cecilia era el oficial del Frente, Juan Waldemar Henríquez —nieto del exdiputado comunista Bernardo Araya Zuleta, detenido y desaparecido por la DINA en 1976—, considerado por la CNI como el jefe máximo del FPMR. Esa noche dentro de la vivienda ya se sabía de la muerte de Ignacio Recaredo Valenzuela y, más aún, de Patricio Acosta a pocas cuadras del lugar.
Cerca de la medianoche la casa fue finalmente copada por los agentes de la CNI, dando lugar a un intenso tiroteo entre las fuerzas de seguridad y los dos frentistas que cubrieron la retirada de sus compañeros desde el interior, Juan Waldemar Henríquez y Wilson Henríquez Gallegos.
Paralelamente, una decena de rodriguistas escapaba en medio de la balacera. Desde los techos de la casa los dos frentistas encargados de la cobertura del grupo respondían el ataque policial con sus armas. En un momento dado la techumbre cedió y Juan Waldemar Henríquez, ingeniero de 28 años, cayó herido al interior de una vivienda vecina. Luego ingresaron los policías al inmueble encontrándolo tendido en el piso, y a esas alturas sin ofrecer resistencia. Sin embargo, fue rematado por ráfagas de disparos en el mismo lugar. Algunos testigos señalaron que Henríquez se había rendido y que estaba con los brazos en alto cuando fue ultimado.
Con la muerte de Juan Waldemar Henríquez, no se acabaron las escaramuzas. En el caso de su compañero Wilson Henríquez, este fue rodeado por agentes de la CNI, en el patio de otra casa, donde se había refugiado. En breves momentos fue apresado, golpeado, y luego fusilado, registrando su cuerpo, según el protocolo de autopsia, 21 orificios de bala.
Entre los que escaparon por los techos de las casas vecinas, para luego ser capturados, se encontraban Cecilia Valdés, Santiago Montenegro y Héctor Figueroa. Este último era intensamente buscado por su participación en el atentado a Augusto Pinochet en 1986.

### La muerte de Julio Guerra Olivares
Casi simultáneamente a los sucesos de Varas Mena, otro centenar de agentes y policías rodeó el dúplex 213, del block 33 de la Villa Olímpica, en Ñuñoa. Allí Julio Guerra Olivares, conocido al interior del FPMR como «Guido», arrendaba una pieza a Sonia Hinojosa. Estaba clandestino desde su participación como fusilero en el atentado a Augusto Pinochet.
Alrededor de las 00:00 el agente de la CNI Iván Cifuentes, procedió a forzar la puerta del departamento. El oficial de la CNI decidió lanzar al interior del dúplex una bomba lacrimógena militar. Mientras esperaban a que Guerra saliera, llegó otro equipo de seguridad. Acto seguido, el agente Fernando Burgos, valiéndose de una máscara antigás, llegó hasta el baño del segundo piso donde Guerra se encontraba refugiado. El frentista fue inmediatamente abatido por cuatro disparos del agente. Posteriormente el cuerpo fue rematado por otro agente y dejado en el borde de una escalera.
La autopsia de Julio Guerra demostró que tenía disparos a corta distancia, siempre de arriba hacia abajo y de atrás hacia adelante, dos de ellos en los ojos. Además se comprobó que el frentista no estaba armado.

### Asesinatos de frentistas detenidos

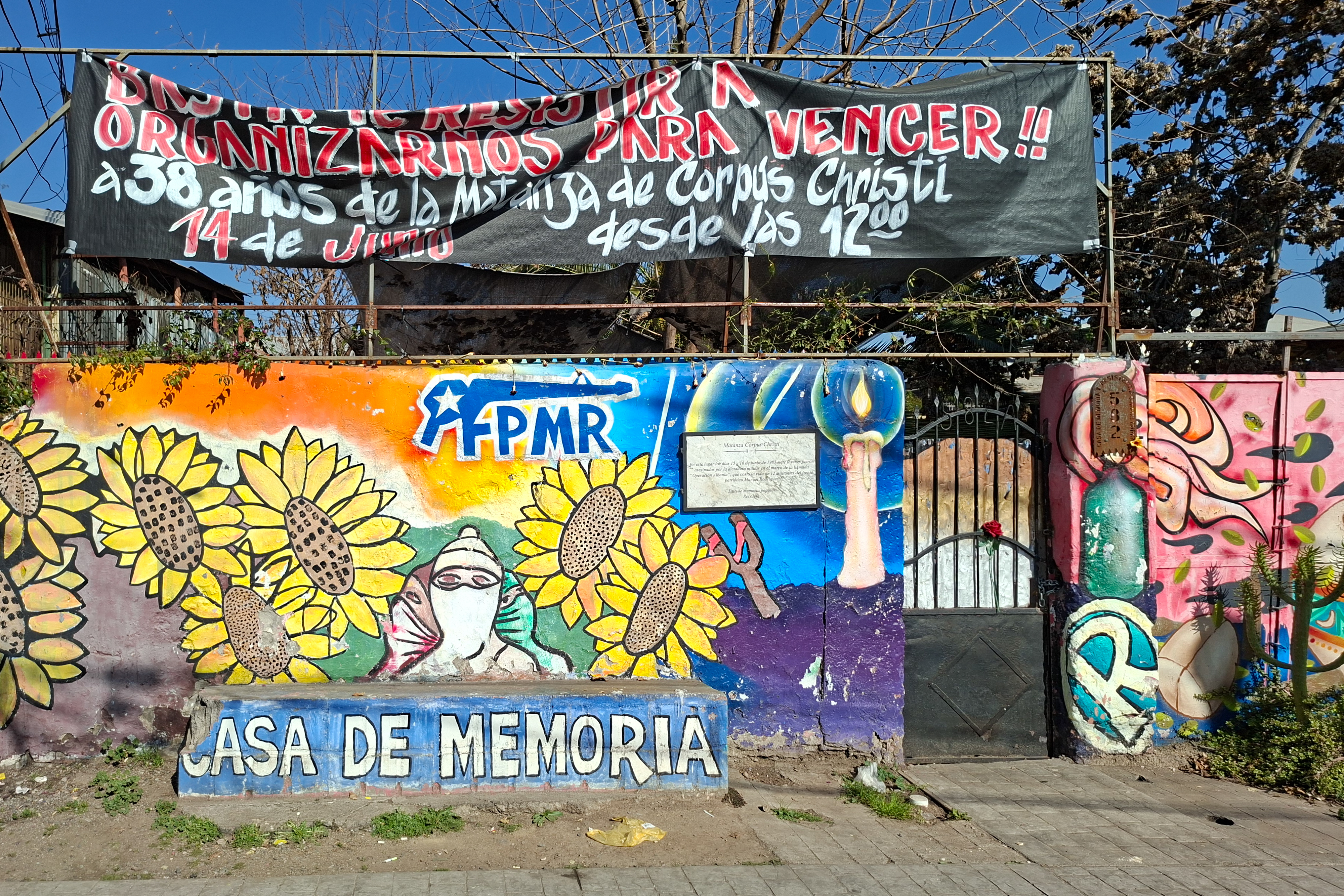
Casa de Pedro Donoso 582-A en Recoleta.

El último capítulo de la operación Albania se escribió en un abandonado inmueble de la calle Pedro Donoso, en la actual comuna de Recoleta. Esa noche aún faltaba decidir el destino de siete frentistas que aguardaban detenidos en el cuartel de calle Borgoño. Álvaro Corbalán, declaró en el expediente del caso que le pidió instrucciones al director de la CNI, general Hugo Salas Wenzel, de qué hacer con los detenidos.

Y se me comunica por parte del general Salas Wenzel que no cabían posibilidades con respecto de aquellos que resultaron ser importantes dentro del Frente y por lo tanto había que eliminarlos.
Álvaro Corbalán

En los calabozos de Borgoño estaban quiénes eran considerados importantes al interior del FPMR como José Joaquín Valenzuela Levi, el «comandante Ernesto» y Esther Cabrera Hinojosa. Pero también se encontraban Ricardo Rivera Silva, Ricardo Silva Soto, Manuel Valencia Calderón, Elizabeth Escobar Mondaca y Patricia Quiroz Nilo, dirigentes que no tenían gran relevancia para los agentes. Todos habían sido detenidos en las horas previas. Según el expediente judicial, Álvaro Corbalán le ordenó al agente Iván Quiroz que eligiera a cinco oficiales para que se hicieran responsables de juntar a su gente para llevar a cabo la eliminación de los siete detenidos.
La madrugada del 16 de junio de 1987, los detenidos fueron trasladados en caravana a la casa deshabitada de calle Pedro Donoso 582, que la CNI ya tenía identificada. El mayor Álvaro Corbalán había encargado al capitán Francisco Zúñiga elegir el lugar donde los frentistas serían acribillados. Luego de meditarlo, el oficial optó por el inmueble deshabitado del cual la CNI sospechaba que en ocasiones funcionaba como una casa de seguridad frentista.
Según versiones de vecinos de la casa de calle Pedro Donoso, las personas que esa noche llegaron detenidas estaban descalzas, con los brazos atados atrás de la espalda, amarrados y con la vista vendada. El sargento Iván Quiroz y el capitán Francisco Zúñiga fueron encomendados para designar a parejas de oficiales que ejecutarían a cada uno de los siete frentistas detenidos.
La misma CNI calculó que esa noche había cerca de un centenar de agentes, carabineros y detectives dentro y fuera de la casa. La orden para que los efectivos asignados a cada víctima percutieran sus armas se dio lanzando un ladrillo al techo, mientras el resto de los agentes disparó al aire y gritó para dar a los vecinos la idea de un enfrentamiento. Alrededor de las 05:30 h, los siete frentistas fueron acribillados. Después, según varios agentes, entró en acción el capitán Francisco Zúñiga, quien procedió a rematar a cada una de las víctimas.
En el primer dormitorio quedaron los cuerpos de Ricardo Rivera Silva, con cinco impactos recibidos a mediana distancia, y de José Joaquín Valenzuela Levi, con 16, efectuados a corta distancia. En el primer pasillo fue muerto Manuel Valencia Calderón, con 14 disparos hechos desde unos tres metros, en ráfaga. Del informe balístico y de la autopsia se concluye que fue colocado al final de este pasillo, donde había una puerta abierta, y fusilado.
El cuerpo de Esther Cabrera Hinojosa, con cinco impactos de bala, fue encontrado en el interior de la cocina. En ese lugar no hay huellas de disparos. Del análisis de los peritajes se concluye que la víctima fue fusilada en un pasillo lateral y que, posteriormente, su cuerpo fue dejado en la cocina.
El cuerpo de Ricardo Silva Soto presentaba diez impactos de bala. De acuerdo con los informes periciales, fue baleado dentro del segundo dormitorio y rematado en el suelo, según revelan varios impactos en el piso de la pieza. Un detalle significativo de que no hubo enfrentamientos es el hecho de que Ricardo Silva presentaba heridas de bala en las palmas de sus dos manos, en un intento instintivo de protegerse, desde el suelo, de las balas con que finalmente lo mataron.
Muy cerca del cuerpo de Ricardo Silva fue encontrado el de Elizabeth Escobar Mondaca, con trece impactos de bala, diez de los cuales fueron efectuados a muy corta distancia, según la autopsia. La joven, igual que Ricardo Silva, fue baleada primero dentro del segundo dormitorio y, posteriormente, rematada a menos de un metro de distancia, con varias ráfagas, contra un muro de una habitación deshabitada. El cuerpo de Patricia Quiroz Nilo apareció al fondo del extenso pasillo interior de la casa de Pedro Donoso y presentaba once impactos de bala.
Un policía que estuvo en todos los lugares donde murieron las personas en la operación Albania, declaró en el proceso que todos los sitios del suceso estaban profundamente alterados y que al llegar a ellos los impactos de bala en los muros habían sido removidos. También declaró que «todas las armas de las víctimas estaban colocadas en la mano izquierda».[cita requerida]

## Fallo judicial
Tras ser investigado y sobreseído por la Justicia militar en 1995, el caso fue reabierto en 1998 y asignado al ministro en visita Hugo Dolmestch.
Estos hechos fueron investigados en el proceso judicial rol No. 39.122-87.
El 28 de enero de 2005, el ministro Dolmestch condenó en primera instancia a cadena perpetua al exdirector de la CNI, Hugo Salas Wenzel (1935-2021), por los delitos de homicidio simple y homicidio calificado.
Asimismo, sentenció a quince años y un día de prisión al exjefe operativo de ese disuelto organismo, Álvaro Corbalán, y a diez años y un día al exoficial de Carabineros Iván Quiroz, quien fue pieza clave de esta operación.
También fueron condenados otros once agentes, por los delitos de homicidio o cómplice de homicidio.
En 2007, la Corte Suprema ratificó el fallo en contra de Salas Wenzel, aumentó a 20 años de presidio la pena para Corbalán y mantuvo la sentencia de 10 años contra Quiroz.
Este último permaneció prófugo de la justicia desde el momento de conocerse el fallo de última instancia, en agosto de 2007, siendo apresado por la policía el día 23 de enero de 2008 en Concepción, e ingresado al día siguiente en la cárcel de Punta Peuco.
En el fallo dictado por el ministro en visita se señaló que Salas Wenzel fue condenado a la pena de presidio perpetuo como coautor de los delitos de homicidio simple de los doce frentistas muertos en junio de 1987.
Hugo Salas Wenzel falleció en la cárcel común el 11 de agosto de 2021 a los 85 años.